# ボルボ・ツンドラ
ボルボ・ツンドラ（Volvo Tundra）は1979年にベルトーネによって設計及び製造されたコンセプトカーである。

## 概要
ツンドラはボルボ・343をベースにして開発され、デザインはマルチェロ・ガンディーニによるものだった。ツンドラのデザインはシルエットとFW11用に考えられていたデザインテーマを流用して考えられた。しかし、ボルボはこのデザインをモダンすぎると考え、市場に出すのは難しいと考えたため、市販されることはなかった。
ベルトーネが同じデザインをシトロエンに販売し、BXとして販売されたと伝えられることもあるが、2つの似たデザインが同じデザイン会社から発表されただけである。
エンジンは、1.4L 4気筒エンジンを搭載しており、最高出力70PS (51kW)を発揮する。また、ツンドラにはデジタルスピードメーターが搭載されている。

## 参照
1. ↑  https://www.motor1.com/volvo/
2. ↑  https://web.archive.org/web/20200215071057/https://www.mestmotor.se/automotorsport/artiklar/nyheter/20140705/volvos-konstiga-konceptbil-som-blev-en-citroen/
3. ↑  https://www.citroenet.org.uk/prototypes/xb/xb.html